# (308379) 2005 RS43
(308379) 2005 RS43, também escrito como (308379) 2005 RS43, é um objeto transnetuniano que está localizado no cinturão de Kuiper, uma região do Sistema Solar. Este corpo celeste é classificado como um twotino, pois, o mesmo está em uma ressonância orbital de 1:2 com o planeta Netuno. Ele possui uma magnitude absoluta de 5,3 e tem um diâmetro estimado de 383 km ou 445 km. O astrônomo Mike Brown lista este objeto em sua página na internet como um candidato a possível planeta anão.

## Descoberta
(308379) 2005 RS43 foi descoberto no dia 13 de setembro de 2005 pelos astrônomos A. C. Becker, A. W. Puckett, e J. Kubica.

## Órbita
A órbita de (308379) 2005 RS43 tem uma excentricidade de 0,196 possui um semieixo maior de 47,713 UA. O seu periélio leva o mesmo a uma distância de 38,355 UA em relação ao Sol e seu afélio a 57,071 UA.